# 弗蘭納里角
弗蘭納里角（英語：Cape Flannery），是南極洲的海岬，位於南桑威奇群島，處於圖勒島西端，在1930年被繪入地圖，由英國研究隊命名，由英國海外領土管轄。